# Entyloma comaclinii
Entyloma comaclinii är en svampart som beskrevs av M. Piepenbr. 1996. Entyloma comaclinii ingår i släktet Entyloma och familjen Entylomataceae.   Inga underarter finns listade i Catalogue of Life.